# Australufens
Australufens is een geslacht van vliesvleugeligen uit de familie van de Trichogrammatidae. De wetenschappelijke naam van dit geslacht is voor het eerst geldig gepubliceerd in 1935 door Alexandre Arsène Girault.

## Soorten
Het geslacht Australufens is monotypisch en omvat slechts de volgende soort:
- Australufens varicornis Girault, 1935